# Nombre icosaédrique centré
Un nombre icosaédrique centré est un nombre figuré polyédrique centré comptant des points répartis dans un icosaèdre régulier par couches successives à partir du centre. Il existe deux versions de ces nombres suivant que les faces sont centrées ou non.

## Première version, faces centrées
Avec {\displaystyle n} points dans chaque arête de l'icosaèdre, le nombre icosaédrique centré (à faces centrées) est donné par la formule : 
{\displaystyle IC_{n}=(2n-1)(5n^{2}-5n+1)}
Il est égal au nombre dodécaédrique centré (à faces centrées).
Les premiers de ces nombres sont 1, 33, 155, 427, 909, 1661, 2743, 4215, 6137, 8569, ... (suite A005904 de l'OEIS).
Par exemple, {\displaystyle IC_{2}=33} car il y a 12 points sur les sommets, 20 aux centres des faces, et 1 au centre du polyèdre.

### Obtention de ce nombre
L'icosaèdre ayant 20 faces, 12 sommets et 30 arêtes, la couche icosaédrique ajoutée à l'étape {\displaystyle n} possède {\displaystyle 20C_{3,n-1}} points correspondants aux intérieurs des faces ( {\displaystyle C_{3,n-1}} est le nombre triangulaire centré avec {\displaystyle n-1} points sur chaque côté), plus {\displaystyle 30(n-2)} points situés à l'intérieur des arêtes, plus 12 points situés aux sommets. On a donc {\displaystyle IC_{n}-IC_{n-1}=20\left(3(n-1)^{2}-3(n-1)+2\right)/2+30(n-2)+12=2(15(n-1)^{2}+1)}.
Partant de {\displaystyle IC_{1}=1}, on obtient {\displaystyle IC_{n}=1+2\sum _{k=2}^{n}\left(15(k-1)^{2}+1\right)=(2n-1)(5n^{2}-5n+1)}.

## Deuxième version, faces non centrées
Avec {\displaystyle n} points dans chaque arête de l'icosaèdre, le nombre icosaédrique centré (à faces non centrées) est donné par la formule : 
{\displaystyle IC'_{n}={\frac {1}{3}}(2n-1)(5n^{2}-5n+3)}.
Les premiers de ces nombres sont  1, 13, 55, 147, 309, 561, 923, 1415, 2057, 2869, 3871, 5083, 6525, 8217, ... (suite A005902 de l'OEIS).
Par exemple, {\displaystyle IC'_{2}=13} car il y a 12 points sur les sommets et 1 au centre du polyèdre.

### Obtention de ce nombre
L'icosaèdre ayant 20 faces, 12 sommets et 30 arêtes, la couche icosaédrique ajoutée à l'étape {\displaystyle n} possède {\displaystyle 20(P_{3,n}-3(n-1))} points correspondants aux intérieurs des faces ( {\displaystyle P_{3,n}} est le nombre triangulaire non centré avec {\displaystyle n} points sur chaque côté), plus {\displaystyle 30(n-2)} points situés à l'intérieur des arêtes, plus 12 points situés aux sommets. On a donc {\displaystyle IC'_{n}-IC'_{n-1}=20\left({\frac {n^{2}+n}{2}}-3(n-1)\right)+30(n-2)+12=10n^{2}-20n+12=2(5(n-1)^{2}+1)}.
Partant de {\displaystyle IC'_{1}=1}, on obtient {\displaystyle IC'_{n}=1+2\sum _{k=2}^{n}\left(5(k-1)^{2}+1\right)={\frac {1}{3}}(2n-1)(5n^{2}-5n+3)}.